# Manfred Schneider (Komponist)
Manfred Schneider (* 3. Mai 1953 in Kestert; † 18. November 2008 in Lahnstein) war ein deutscher Komponist, Arrangeur, Dirigent und Hornist. Zahlreiche Werke veröffentlichte er unter dem Pseudonym Steve McMillan.

## Werdegang
Seit 1975 arrangierte Schneider Musik für Big-Bands und Combos und unterrichtete die Instrumente Orgel und Keyboard. Seit 1985 komponierte er auch eigene Werke. Die Schwerpunkte seines Schaffens lagen dabei auf der symphonischen Blasmusik, Unterhaltungs- und Tanzmusik, sowie Musik für Klavier und Akkordeon. Manfred Schneider lebte in Lahnstein, wo er 2008 auch nach schwerer Krankheit starb.

## Preise und Auszeichnungen
Schneider erhielt für seine Kompositionen unter anderem folgende Auszeichnungen:
- 1985: 2. Preis beim Komponistenwettbewerb des Norddeutschen Rundfunks in Zusammenarbeit mit dem Polizeiorchester Kiel
- 1992: Auszeichnung mit dem Lichtenburgpreis des Musikantenlandes des Landkreises Kusel in der Pfalz
- 1999: 1. Preis beim Wettbewerb Wende der Zeiten 2000 des Bayerischen Rundfunks, der GEMA-Stiftung und der Allianz SE
- 2000: Das US-Magazin Bandworld wählt Schneiders Werk JAZZ-SUITE in die US-Charts (Top 200 Bandcompositions 2000)
- 2005: 1. Platz beim Komponistenwettbewerb des Landesverbandes Baden-Württemberg

## Werke (Auswahl)
Zu Schneiders bekanntesten Werken gehören:
- Flowergreen (ein Musical, an dem Schneider fast 10 Jahre arbeitete)
- Maranatha (Moderne Kantate nach biblischen Texten)
- Evolution (für sinfonisches Blasorchester)
- Festival in Silber
- Galaxy (für sinfonisches Blasorchester; Molenaar-Musikverlag)
- Jazz-Suite (dreisätziges Werk für erweiterte Big Band)
- Burg Lichtenberg
- Rock-Symphonie
- Scenes for Band
- Poem à la carte
- Mountain Panorama
- Geysir-Sinfonie
- Swingin’ Trombones (Solo für 3 Posaunen)
- Time to Relax

Außerdem arrangierte Schneider eine Vielzahl von Werken für Blasorchester und Big Bands, unter anderem die Musicals West Side Story, My fair Lady und The Rocky Horror Picture Show sowie Film- und Fernsehmusik, z. B. aus The magnificent Seven, Disney-Filmen, Derrick, Musik ist Trumpf, und zudem bekannte Hits wie beispielsweise Michael Jacksons Earth Song.